# Bukowie Górne
Bukowie Górne [pronunciación en polaco: /buˈkɔvjɛ ˈɡurnɛ/] es un pueblo en el distrito administrativo de Gmina Drużbice, dentro del condado de Bełchatów, voivodato de Łódź, en el centro de Polonia.  Se encuentra aproximadamente 6 kilómertros al sur de Drużbice, 7 kilómetros al noreste de Bełchatów, y 41 kilómetros al sur de la capital regional, Łódź.